# De nacht voorbij
De nacht voorbij is een single van de Nederlandse zanger Gerard Joling uit 2013. Het nummer werd geschreven door Jan Smit. De single werd uitgebracht op 18 januari 2013. Het nummer was ook de begintune van het vijfde seizoen van Sterren Dansen op het IJs. Het werd Jolings tiende nummer 1-hit in de Nederlandse Single Top 100, in de Nederlandse Top 40 kwam het nummer niet verder dan een 27ste plaats.

## Hitlijsten

### Nederlandse Top 40
| Hitnotering: 02-02-2013 t/m 16-02-2013 | Hitnotering: 02-02-2013 t/m 16-02-2013 | Hitnotering: 02-02-2013 t/m 16-02-2013 | Hitnotering: 02-02-2013 t/m 16-02-2013 | Hitnotering: 02-02-2013 t/m 16-02-2013 |
| Week:                                  | 1                                      | 2                                      | 3                                      |                                        |
| -------------------------------------- | -------------------------------------- | -------------------------------------- | -------------------------------------- | -------------------------------------- |
| Positie:                               | 39                                     | 30                                     | 27                                     | uit                                    |

### NederlandseSingle Top 100
| Hitnotering: 26-01-2013 t/m 02-03-2013 | Hitnotering: 26-01-2013 t/m 02-03-2013 | Hitnotering: 26-01-2013 t/m 02-03-2013 | Hitnotering: 26-01-2013 t/m 02-03-2013 | Hitnotering: 26-01-2013 t/m 02-03-2013 | Hitnotering: 26-01-2013 t/m 02-03-2013 | Hitnotering: 26-01-2013 t/m 02-03-2013 | Hitnotering: 26-01-2013 t/m 02-03-2013 |
| Week:                                  | 1                                      | 2                                      | 3                                      | 4                                      | 5                                      | 6                                      |                                        |
| -------------------------------------- | -------------------------------------- | -------------------------------------- | -------------------------------------- | -------------------------------------- | -------------------------------------- | -------------------------------------- | -------------------------------------- |
| Positie:                               | 3                                      | 1                                      | 1                                      | 4                                      | 11                                     | 61                                     | uit                                    |